# Czarnuchowice
Czarnuchowice – część Bierunia.
Jest najdalej wysuniętą na wschód częścią miasta, 11 km od centrum Bierunia, co znaczy, że bliżej stąd do centrum Oświęcimia (ok. 7 km). Położone są w widłach Wisły i Przemszy, w specyficznym klinie wdzierającym się w głąb województwa małopolskiego. 
W latach 1945–1954 w gminie Bieruń Nowy. W latach 1954–1972 w gromadzie Bieruń Nowy. W latach 1973–1975 w gminie Bieruń Stary (obejmującej 4 sołectwa: Bijasowice, Czarnuchowice, Nowy Bieruń i Ściernie). Od 27 maja 1975 do 1 kwietnia 1991 część Tychów. Od 2 kwietnia 1991 część usamodzielnionego Bierunia.